# Fritz von Friedlaender-Fuld
Fritz von Friedlaender-Fuld (ur. 30 sierpnia 1858 w Gliwicach, zm. 16 lipca 1917 w Gut Lanke) – przedsiębiorca gliwicki

## Życiorys
Fritz Friedländer-Fuld był synem znanego żydowskiego przedsiębiorcy Emanuela Friedländera i jego żony Anny. W 1875 roku rozpoczął pracę w rodzinnym przedsiębiorstwie handlującym węglem. W 1880 roku po śmierci ojca objął kierownictwo firmy. Miał wówczas zaledwie 22 lata.
W 1883 roku Friedländer uruchomił koksownię przy szybie Poręba w Zabrzu. Urzeczywistnił w ten sposób ojcowski plan rozwoju firmy, która miała rozwijać koksownictwo na Górnym Śląskim, połączone z pozyskiwaniem produktów ubocznych z węgla kamiennego. Aby ulepszyć proces produkcji, sprowadził specjalistów z Westfalii. Po dwóch latach prób i eksperymentów uzyskano dobrej jakości palny koks oraz smołę i amoniak. Friedländer od razu postanowił uruchomić drugą koksownię „Skalley” w Zabrzu. W 1890 roku zmieniono nazwę tego zakładu na Oberschlesische Kokswerke und Chemische Fabriken. W 1891 roku uruchomiono pierwszą na Górnym Śląsku fabrykę benzolu przy hucie „Julia” w Bobrku. Równocześnie Friedländer angażował się w wydobycie węgla kamiennego. Jego ojciec, Emanuel Friedländer, już w 1872 roku zakupił pierwsze nadania górnicze w rybnickim okręgu. Teraz sam Fritz Friedländer nabył 3 kopalnie: „Emma” (obecnie „Marcel”), „Rymer”, „Anna”, a także liczne nieeksploatowane jeszcze pola górnicze. Były one wówczas niedoinwestowane oraz przestarzałe. Łączne wydobycie węgla utrzymywało się na poziomie 200 tys. ton rocznie. Friedländer zaangażował się w proces modernizacji tych kopalni. Przy kopalniach budował osiedla domów dla robotników górniczych. W 1903 roku utworzył Rybnickie Gwarectwo Węglowe, które w latach 20. XX w. zatrudniało 13 tys. pracowników. Roczne wydobycie węgla wynosiło wówczas 2,5 miliona ton i 200 tys. ton koksu. Dodatkowo Friedländer był właścicielem kopalni „Eminenz” pod Katowicami, zakładów metalowych „Handtke” w Częstochowie i zakładów tekstylnych w Opolu. Szczególne znaczenie dla niego miało utworzenie w 1916 roku zakładów azotowych w Chorzowie i zakładu produkcji karbidu przy kopalni „Prinz” w Pszczynie. Friedländer inwestował także poza Górnym Śląskiem: był właścicielem firmy Braunkohlen-und Brikett-Industrie AG na Łużycach (5 tys. pracowników) oraz zaangażował się w kopalnictwo rud w Norwegii. 
Był członkiem zarządu i przewodniczącym rady nadzorczej Oberschlesische Kokswerke und Chemische Fabriken AG i był zaangażowany w wiele innych firm, które rozwinęły się razem, tworząc przemysł wydobywczy. Był członkiem wielu rad nadzorczych, m.in. Deutsche Bank i Komitetu Centralnego Reichsbanku, oraz pełnił funkcję konsula generalnego Holandii.
Wiadomość o jego śmierci radni miejscy Gliwic uczcili powstaniem z miejsc.